# 시메노 준코
시메노 준코(〆野 潤子, 1979년 6월 12일 ~ )는 일본의 성우로, 오사카부 기시와다시 출신이며, 켄 프로덕션 소속했다.